# 曾海瑞
曾海瑞（2007年5月8日—）是台灣學生棒球外野手。

## 基本資料
- 出生日期：2007年5月8日
- 身高體重：172公分　70公斤
- 投打習慣：右投右打
- 守備位置：外野手

## 經歷
- 台中市美群國小少棒隊
- 台中市北勢國中青少棒隊
- 苗栗縣中興商工青棒隊